# Centrum (Luleå)
Centrum ou Innerstaden est le quartier central de Luleå, en Suède.

## Description
Innerstaden désigne le centre-ville de Luleå.
Innerstaden se compose d'une péninsule entre Inre Stadsfjärden et Gråsjälfjärden. A l'ouest, le pont de Bergnä mène vers Bergnäset.
Le centre-ville borde par ailleurs les quartiers de Mjölkudden, la zone industrielle de Skutviken, Bergviken, Östermalm, Malmudden et Svartöstaden.
Au point culminant de la péninsule, à 13 mètres d'altitude, se dresse la cathédrale de Luleå, inaugurée en 1893 à proximité du parc municipal de Luleå et de l'hôtel Élite.

## Services
Le Centre abrite une école primaire, un lycée, trois écoles maternelles et trois maisons de retraite.
Le centre compte un centre de santé, et la gare routière et ferroviaire (sv).
Innerstaden est bordé  à l'ouest (le long de la voie ferrée) par Östermalm, au nord par Bergviken (le long de la rue Svartövägen) et à l'est par le lac Skurholmsfjärden.
À l'est du quartier se trouve un terrain de golf, qui est séparé d'Östermalm par le canal de Lulsund qui se jette dans le lac.

## Transports
Les lignes de bus 1 à 5 desservent le quartier.
| Ligne | Trajet                                      | Longueur | Arrêts | Réfs.   |
| ----- | ------------------------------------------- | -------- | ------ | ------- |
| 1     | Hertsön - Centrum - Hôpital de Sunderby     | 25,5 km  | 36-37  | Ligne 1 |
| 1     | Hôpital de Sunderby - Centrum - Hertsön     | 25,5 km  | 38-39  | Ligne 1 |
| 2     | Björkskatan - Centrum - Hôpital de Sunderby | 23 km    | 33     | Ligne 2 |
| 2     | Hôpital de Sunderby - Centrum - Björkskatan | 23 km    | 34     | Ligne 2 |
| 3     | Björkskatan - Centrum - Bergnäset           | 12 km    | 26     | Ligne 3 |
| 3     | Bergnäset - Centrum - Björkskatan           | 12 km    | 27     | Ligne 3 |
| 4     | Aéroport de Luleå - Centrum - Aurorum       | 16 km    | 28     | Ligne 4 |
| 4     | Aurorum - Centrum - Aéroport de Luleå       | 16 km    | 28     | Ligne 4 |
| 5     | Hertsön - Centrum - Aurorum                 | 16 km    | 32-33  | Ligne 5 |
| 5     | Aurorum - Centrum - Hertsön                 | 16 km    | 34-35  | Ligne 5 |

## Galerie

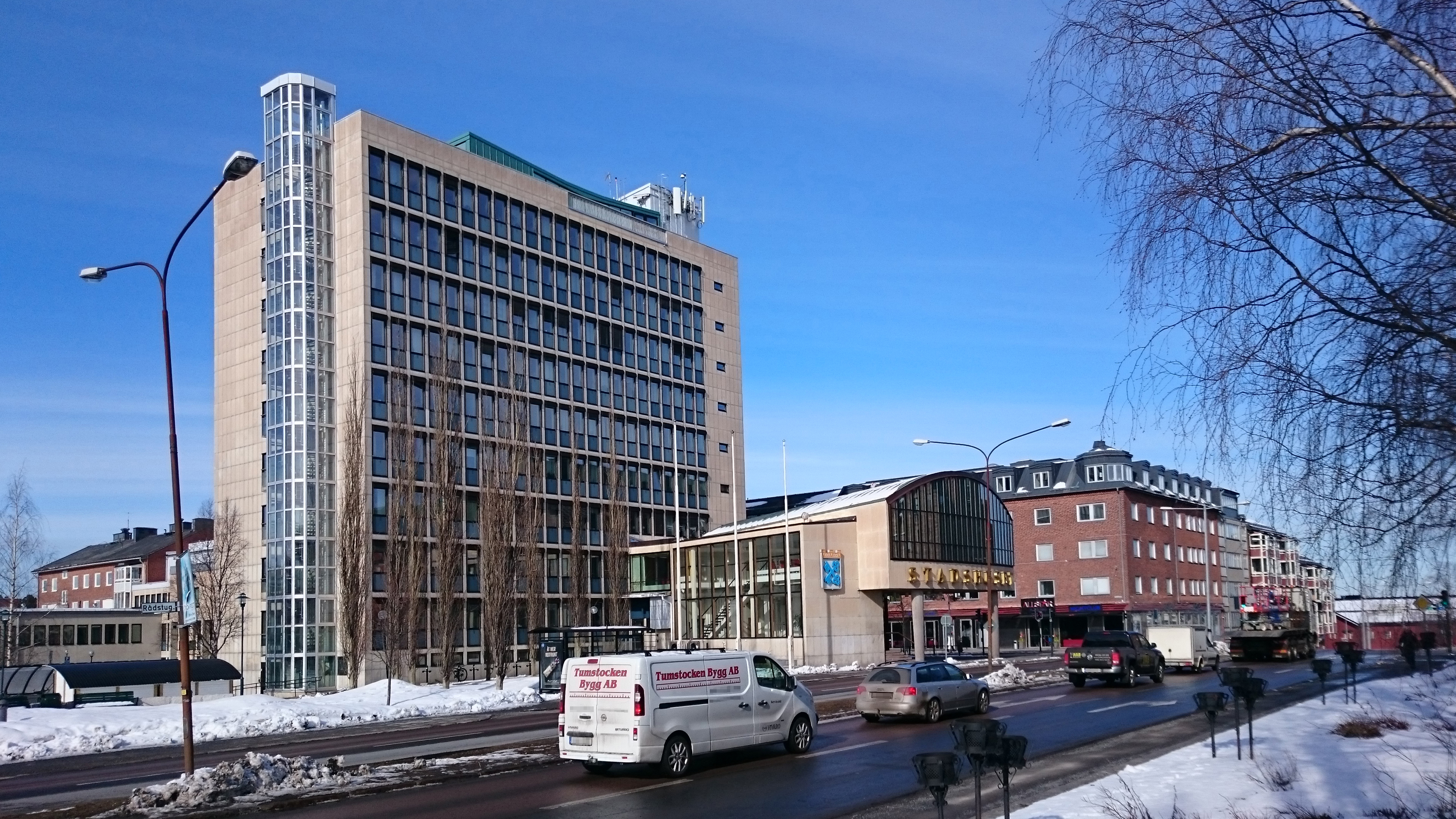
L'Hôtel de ville de Luleå.
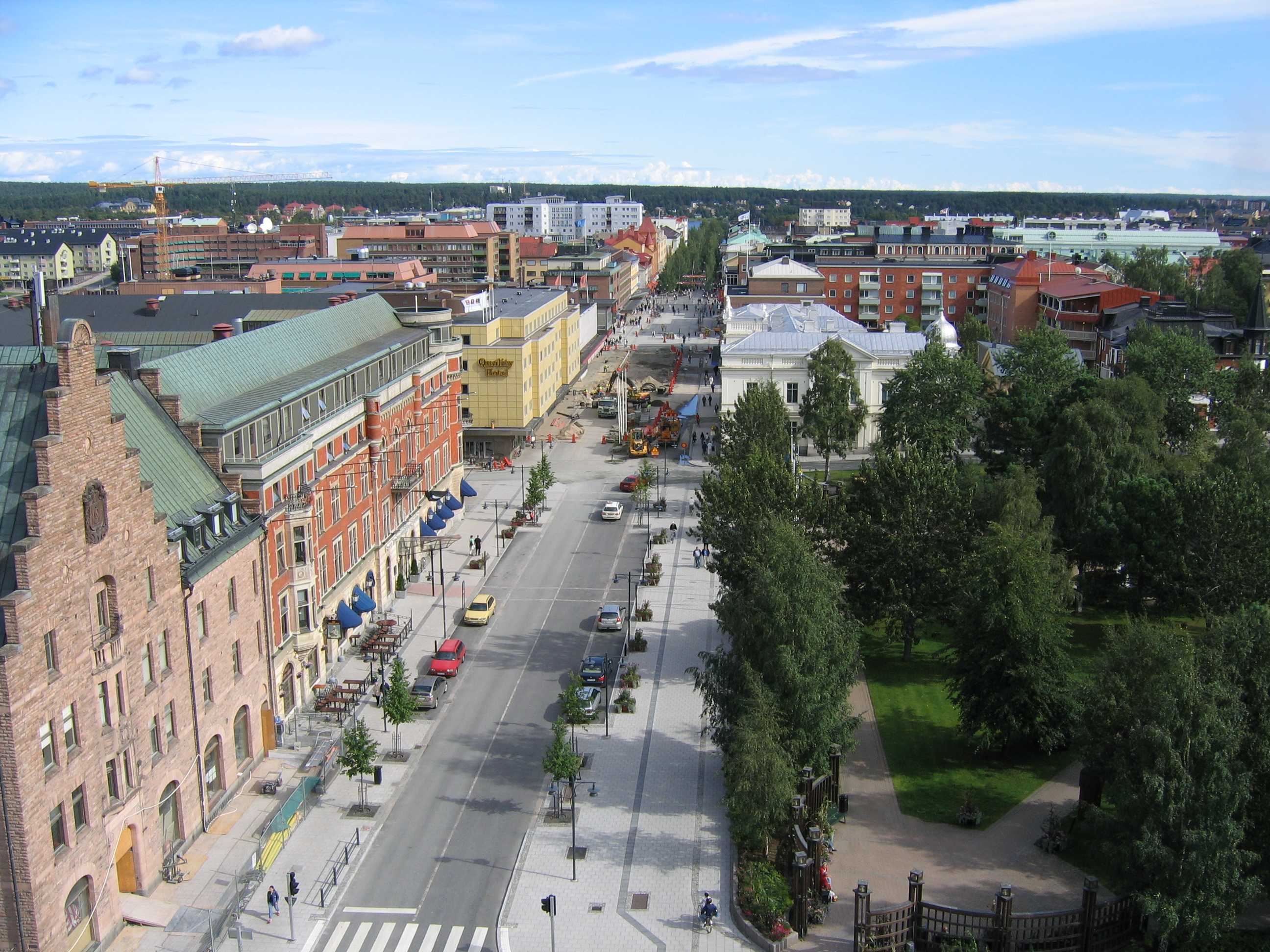
La rue Storgatan vue de l'Hôtel de ville.
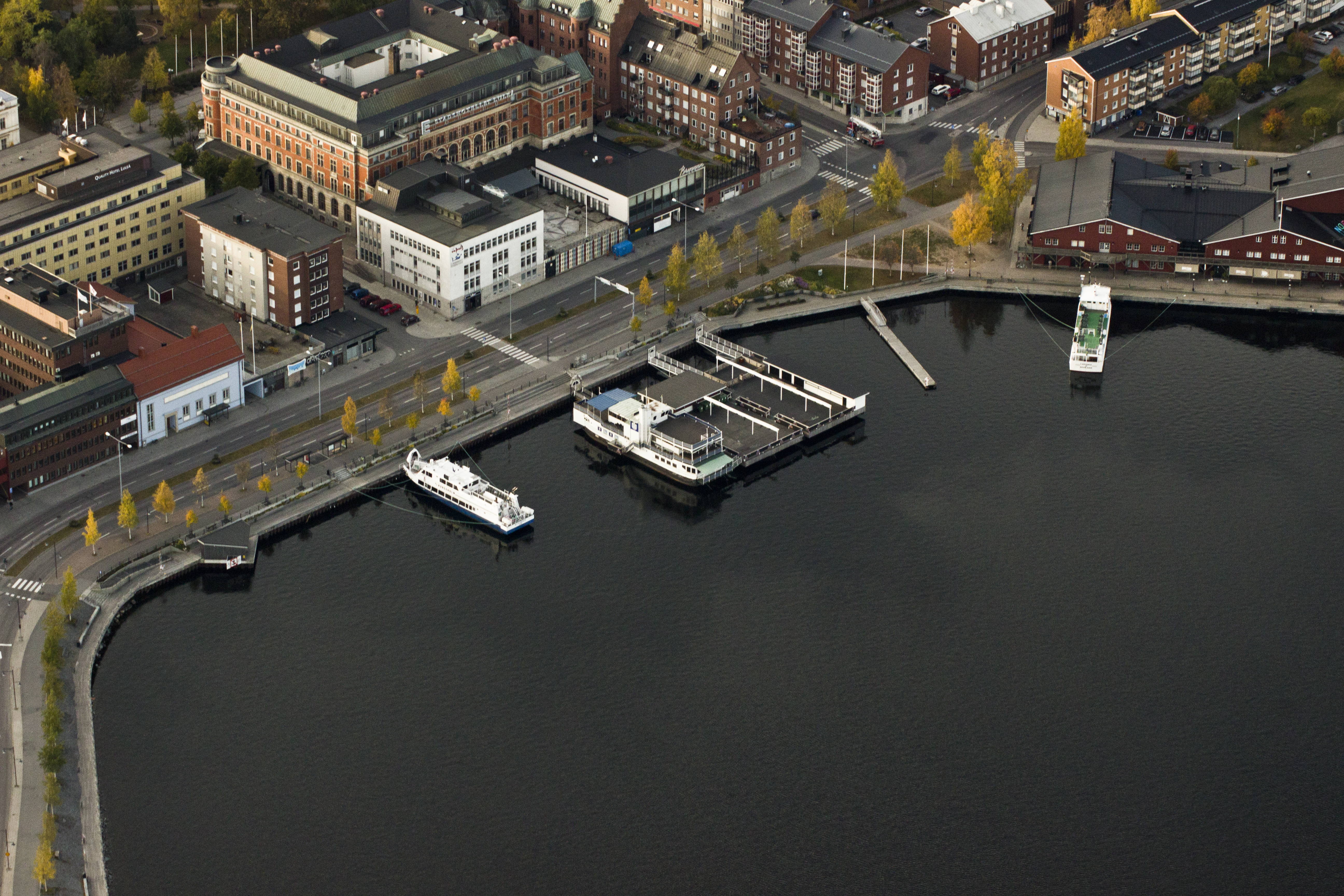
Le port du nord.
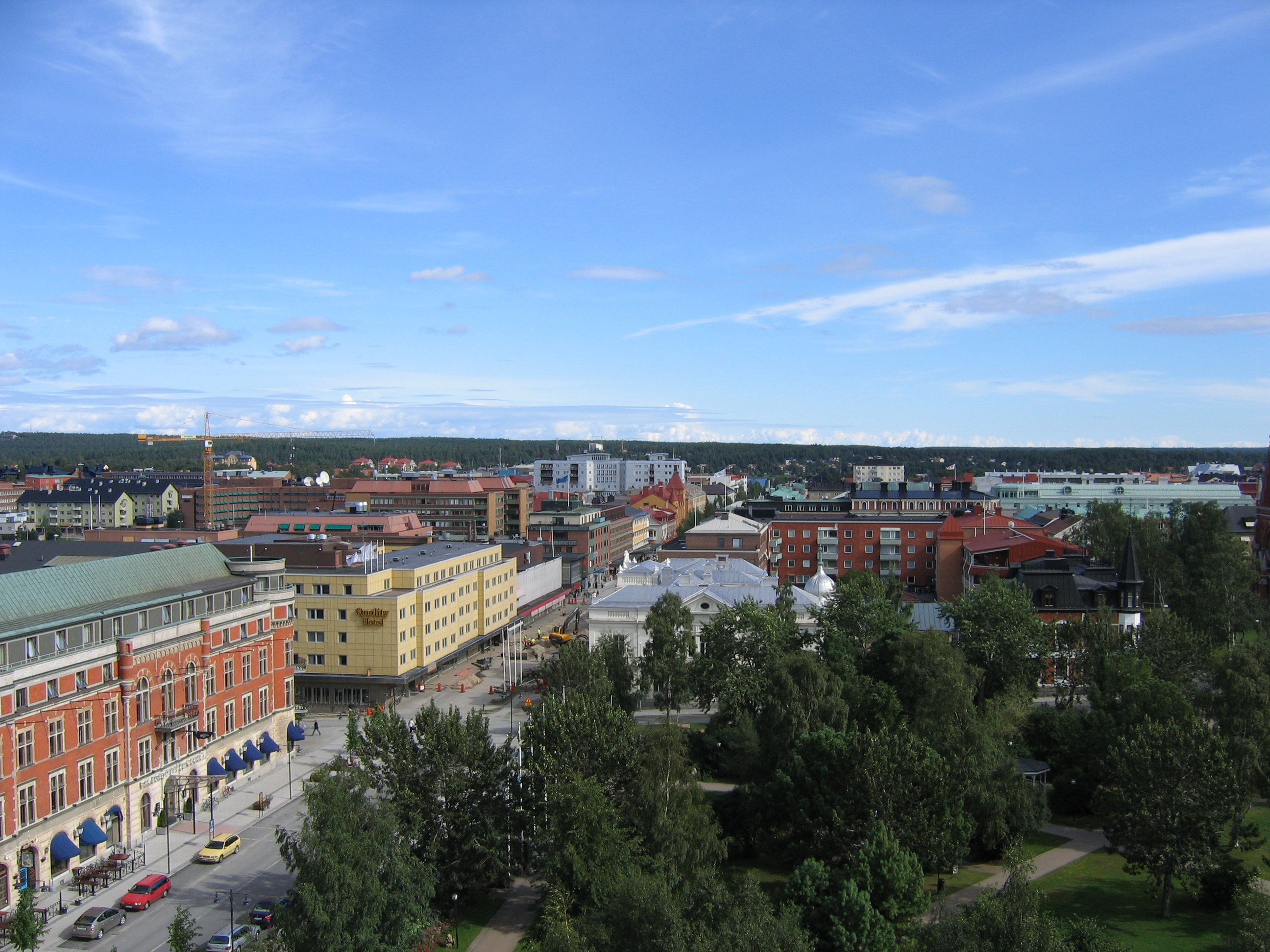
Le Stadshotellet est le bâtiment rouge à gauche. À droite, le Stadsparken.